# Turnu Roșu
Turnu Roșu (in ungherese Verestorony, in tedesco Rothenturm) è un comune della Romania di 2670 abitanti, ubicato nel distretto di Sibiu, nella regione storica della Transilvania. 
Il comune è formato dall'unione di due villaggi: Sebeșu de Jos e Turnu Roșu.
Di un certo interesse la Chiesa ortodossa di S. Nicola (Sfântul Nicolae), fatta costruire dal logoteta Toma Beceriul per conto del Principe Matei Basarab e di sua moglie Elina nel 1653. La costruzione è stata pesantemente rimaneggiata nel XVII secolo e dell'edificio originario rimane soltanto il pronao.